# باسن بلي
باسن بلي هي مدينة من مدن هايتي. يبلغ عدد سكانها 33,926 نسمة وذلك حسب إحصائيات سنة 2003. يبلغ ارتفاع المدينة عن سطح البحر قرابة 198 متر.